# Walter Horak

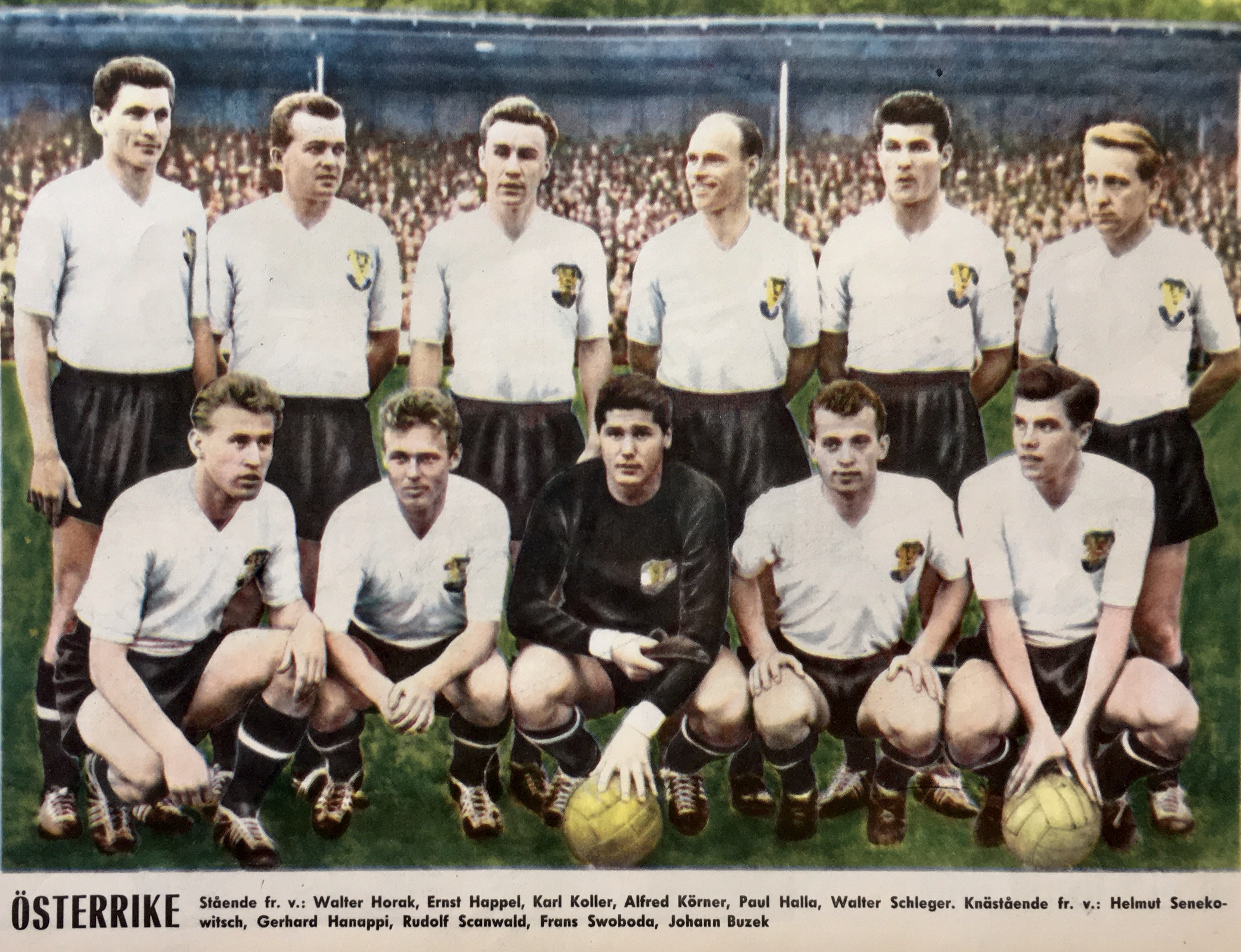
Österreichische Nationalmannschaft aus dem Jahre 1958 – Bild zeigt 2. Reihe stehend v.l.: Walter Horak, Ernst Happel, Karl Koller, Alfred Körner, Paul Halla, Walter Schleger; 1. Reihe hockend v.l.: Helmut Senekowitsch, Gerhard Hanappi, Rudolf Szanwald, Franz Swoboda und Johann Buzek.

Walter „Max“ Horak (* 1. Juni 1931; † 24. Dezember 2019 in Wien) war ein österreichischer Fußball-Nationalspieler. Der Stürmer nahm mit der Nationalmannschaft an der Weltmeisterschaft 1958 in Schweden teil und konnte zu dieser Zeit mit dem Wiener Sport-Club auch zwei Mal österreichischer Meister sowie Torschützenkönig werden.

## Karriere
Der Flügelstürmer Walter Horak debütierte beim Wiener Sport-Club 1953/54 in der A-Liga. Bereits 1954/55 schaffte er mit 16 Saisontreffern den Durchbruch, war zweitbester Vereinsschütze nach Karl Missler und schoss beinahe seinen Klub zum österreichischen Meistertitel. Im entscheidenden Spiel gegen den GAK besorgte Walter Horak zwar bereits nach 5 Minuten die Führung, den Grazern gelang letztendlich aber noch der Ausgleich. Für Walter Horak bedeutete diese Saison den Sprung ins Nationalteam; sein Debüt gab er am 14. November 1954 gegen Ungarn. Lange Zeit sollte dies jedoch sein einziger Teameinsatz bleiben.
Nachdem es mit dem Wiener Sport-Club zwei Spielzeiten lang weniger gut gelaufen war, gelang es Walter Horak im Paradesturm mit seinen Partnern Adolf Knoll, Erich Hof, Josef Hamerl und Karl Skerlan, 41 Meisterschaftsspiele in Folge ungeschlagen zu bleiben und somit die österreichische Meisterschaft 1957/58 und 1958/59 zu gewinnen. In beiden Saisonen gelangen den Dornbachern zumindest 100 Tore, Walter Horak tat als Torschützenkönig von 1958 mit 33 Treffern sein Übriges dazu. So war der Flügelstürmer auch wieder für die Nationalmannschaft ein Thema und fuhr mit zur Weltmeisterschaft 1958 in Schweden, wo er gegen Brasilien und die Sowjetunion zum Einsatz kam.
Mit dem Wiener Sport-Club konnte Walter Horak auch international mit dem zweimaligen Einzug ins Viertelfinale des Europapokals der Landesmeister große Erfolge feiern (beim legendären 7:0-Sieg im Rückspiel gegen Juventus 1958 war er auch dabei), dennoch folgt zur Winterpause 1960 der Übertritt zum SC Wacker Wien. Bei den Meidlingern blieb Walter Horak ein Jahr lang, im Winter 1961 erfolgte ein weiterer Wechsel zum Grazer AK und nach nur einer Halbsaison mit der Wiener Austria wiederum der Gang zu einem größeren Verein. Obwohl er bei der Austria einen guten Einstand feierte – in seiner ersten Meisterschaftspartie gegen den Kapfenberger SV traf er bereits nach wenigen Sekunden zum 1:0 –, nahm er nach nur vier Runden ein Angebot des französischen Erstligisten FC Sochaux an, wechselte für ein Jahr ins Ausland und hatte somit nur einen kleinen Anteil am Austria-Meistertitel dieser Saison.
Zur Spielzeit 1962/63 wieder zurück in Österreich, schloss sich Walter Horak dem 1. Schwechater SC an, für den er nun wieder längere Zeit bis zu dessen freiwilligem Abstieg 1966 regelmäßig spielte. Seine letzte Erstligapartie bestritt er in der Folgesaison beim SK Austria Klagenfurt. Er starb am Heiligen Abend 2019 im Alter von 88 Jahren in Wien.
Walter Horak wurde auf dem Friedhof in Perchtoldsdorf im Familiengrab beigesetzt.

## Erfolge

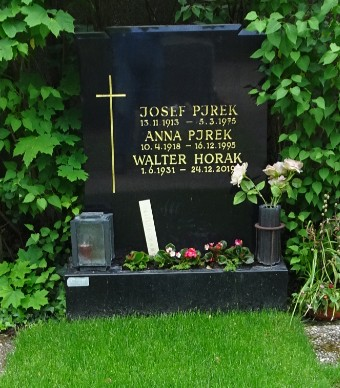
Grabstätte von Walter Horak

- 2 × Viertelfinale im Europapokal der Landesmeister: 1959, 1960
- 1 × österreichischer Torschützenkönig: 1958
- 3 × österreichischer Meister: 1958, 1959, 1962
- Teilnahme an der Weltmeisterschaft: Gruppenphase (die besten 16)
- Teilnahme an der Europameisterschaft 1960: Viertelfinale
- 13 Länderspiele und 3 Tore für die österreichische Fußballnationalmannschaft von 1954 bis 1960

| Personendaten    | Personendaten                   |
| ---------------- | ------------------------------- |
| NAME             | Horak, Walter                   |
| ALTERNATIVNAMEN  | Horak, Max (Spitzname)          |
| KURZBESCHREIBUNG | österreichischer Fußballspieler |
| GEBURTSDATUM     | 1. Juni 1931                    |
| STERBEDATUM      | 24. Dezember 2019               |
| STERBEORT        | Wien                            |